# Нейлия
Нейлия (лат. Neillia) — род листопадных кустарников семейства Розовые (Rosaceae).
Некоторые виды культивируются как декоративные растения открытого грунта.

## Распространение
Ареал рода охватывает часть Китая, часть Индии, Непал, часть Индонезии, Японию, Корейский полуостров, Мьянму, Вьетнам.

## Виды
По информации базы данных Plants of the World Online (по состоянию на начало 2024 года), род включает 16 видов:
- Neillia affinis Hemsl.
- Neillia densiflora T.T.Yu & T.C.Ku
- Neillia gracilis Franch.
- Neillia grandiflora T.T.Yu & T.C.Ku
- Neillia hanceana (Kuntze) S.H.Oh
- Neillia incisa (Thunb.) S.H.Oh — Нейлия надрезаннолистная. Растение из Восточной Азии, в большей степени растение известно под устаревшим названием Стефанандра надрезаннолистная
- Neillia jianggangshanensis Z.X.Yu
- Neillia pendryi Idrees
- Neillia rubiflora D.Don
- Neillia serratisepala H.L.Li
- Neillia sinensis Oliv.
- Neillia sparsiflora Rehder
- Neillia tanakae (Franch. & Sav.) Franch. & Sav. ex S.H.Oh — Нейлия Танаки. Эндемик Японии, используется в озеленении. Растение в большей степени известно под названием, которое сейчас входит в его синонимику, — Stephanandra tanakae Franch. & Sav. (Стефанандра Танаки)
- Neillia thibetica Bureau & Franch.
- Neillia thyrsiflora D.Don typus[2]
- Neillia uekii Nakai